# Barbara Minneci
Barbara Minneci (12 juni 1969) is een Belgische amazone en paralympiër.

## Levensloop
Minneci nam 2 maal deel aan de Paralympische Spelen voor de eerste maal te Londen in 2012 en de tweede maal te Rio de Janeiro in 2016.

## Palmares

### Paralympische Spelen
- 2016: Paralympische Spelen Rio, team test, 11de
- 2016: Paralympische Spelen Rio, individuele test, 12de
- 2012: Paralympische Spelen Londen, team test, 5de
- 2012: Paralympische Spelen Londen, freestyle test, 6de
- 2012: Paralympische Spelen Londen, individuele test, 8ste

### Europees Kampioenschap
- 2015: EK Deauville, team test,
- 2015: EK Deauville, freestyle test, 4e
- 2015: EK Deauville, individuele test, 6e